# Hermann Reissinger
Hermann Reissinger (* 17. Januar 1913 in Dinkelsbühl; † 14. November 1987) war ein deutscher Textilkaufmann und Mitglied des Bayerischen Senats.

## Leben
Reissinger legte das Abitur am Melanchthon-Gymnasium in Nürnberg ab. Er studierte Rechts- und Staatswissenschaften in Würzburg und an der Universität München. Nachdem er den Titel des Diplom-Volkswirtes erworben hatte, war er ein Jahr lang Austauschstudent an der Wittenberg University in Springfield (Ohio) und als Referendar tätig. Im Zweiten Weltkrieg wurde er in einer Gebirgs-Division eingesetzt und saß in Gefangenschaft. 1948 wurde er in die Firma Jean M. Bauer Woll-Bauer in Nürnberg eingeheiratet und stieg dort als Textilkaufmann ein. 1951 wurde er dort Geschäftsführer, 1956 geschäftsführender Gesellschafter und später Mitinhaber der gleichnamigen offenen Handelsgesellschaft. Beim Landesverband des Bayerischen Einzelhandels war er von 1973 an Vorsitzender des Bezirks Mittelfranken und von 1975 bis 1983 Präsident des Landesverbandes, ferner Vizepräsident der Hauptgemeinschaft des Deutschen Einzelhandels. 1970 wurde er zudem Vorsitzender der Tarifkommission des bayerischen Einzelhandels. Er gehörte außerdem dem Präsidium der IHK Nürnberg, dem Vorstand der Vereinigung der Arbeitgeberverbände in Bayern und von 1980 bis 1985 dem Bayerischen Senat an.